# Staraja Małuksa (przystanek kolejowy)
Staraja Małuksa (ros. Старая Малукса) – przystanek kolejowy w miejscowości Staraja Małuksa, w rejonie kirowskim, w obwodzie leningradzkim, w Rosji. Położony jest na linii Mga – Budogoszcz.